# Refuge du Roc
Le refuge du Roc (anciennement refuge du Roc de la Pêche) est un refuge situé en France dans le département de la Savoie en région Auvergne-Rhône-Alpes sur la commune de Pralognan.

## Histoire
Ce refuge a été construit en 1996 sur un ancien alpage tenu par des moines. La chapelle de la Motte, dite aussi Notre-Dame-des-Alpages, érigée au XIIe siècle, a été restaurée en 1994 par le sculpteur local Michel Chanoz,.
Dans les archives[Lesquelles ?], il est indiqué que ce lieu constituait au XIIe siècle la plus haute abbaye d’Europe avec celle du Grand-Saint-Bernard[réf. nécessaire].

## Caractéristiques et informations
Ce refuge a la qualité de Gîte d'étape. Il s'agit d'un établissement privé gardé de fin décembre à mi-avril et de fin mai à fin septembre.

## Accès
Pour se rendre au refuge en été, il faut se diriger sur Pralognan puis direction le hameau des Prioux et poursuivre jusqu'à la fin de la route où se trouve le grand parking du Pont de la Pêche (1 750 m). Du parking, il faut compter environ 30 minutes de marche pour accéder au refuge soit par un large chemin carrossable (200 m de dénivelé environ), soit par l'alpage de Montaimont.
En hiver, il faut emprunter le chemin piéton qui jouxte la piste de ski de fond jusqu'au pont de Gerlon. Passé le pont, on entre dans le domaine de haute montagne non sécurisé. Il reste alors 1 h 30 à 2 h 30 pour atteindre le refuge. L'équipement pour les recherches d'avalanches est recommandé (exemple ARVA).

## Ascensions
Le refuge du Roc de la Pêche est dans la vallée de Chavière, sur le GR 55, et propice à de nombreuses randonnées dont les ascensions du Petit mont Blanc (2 677 m) et de la pointe de l'Observatoire (3 015 m) via le col d'Aussois (2 938 m). Des randonnées sont possibles vers le col Rouge (2 731 m), le col du Soufre (2 819 m), le lac Blanc (2 429 m) et le col de Chavière (2 796 m).

## Traversées
Ce refuge est présent à une altitude de 1 911 m. Il permet ainsi des randonnées abordables au sein du parc national de la Vanoise.

## Particularités
Le refuge du Roc est un refuge à part entière et est reconnu et répertorié comme tel. Cependant, il a la spécificité d'être un refuge avec un niveau élevé de confort, avec douches privatives dans toutes les chambres pour un total de 68 couchages. Ce refuge privé est doté, entre autres, d'un bar, d'un restaurant, d'un sauna, d'une salle de jeux d'une salle de réunion pour les séminaires.

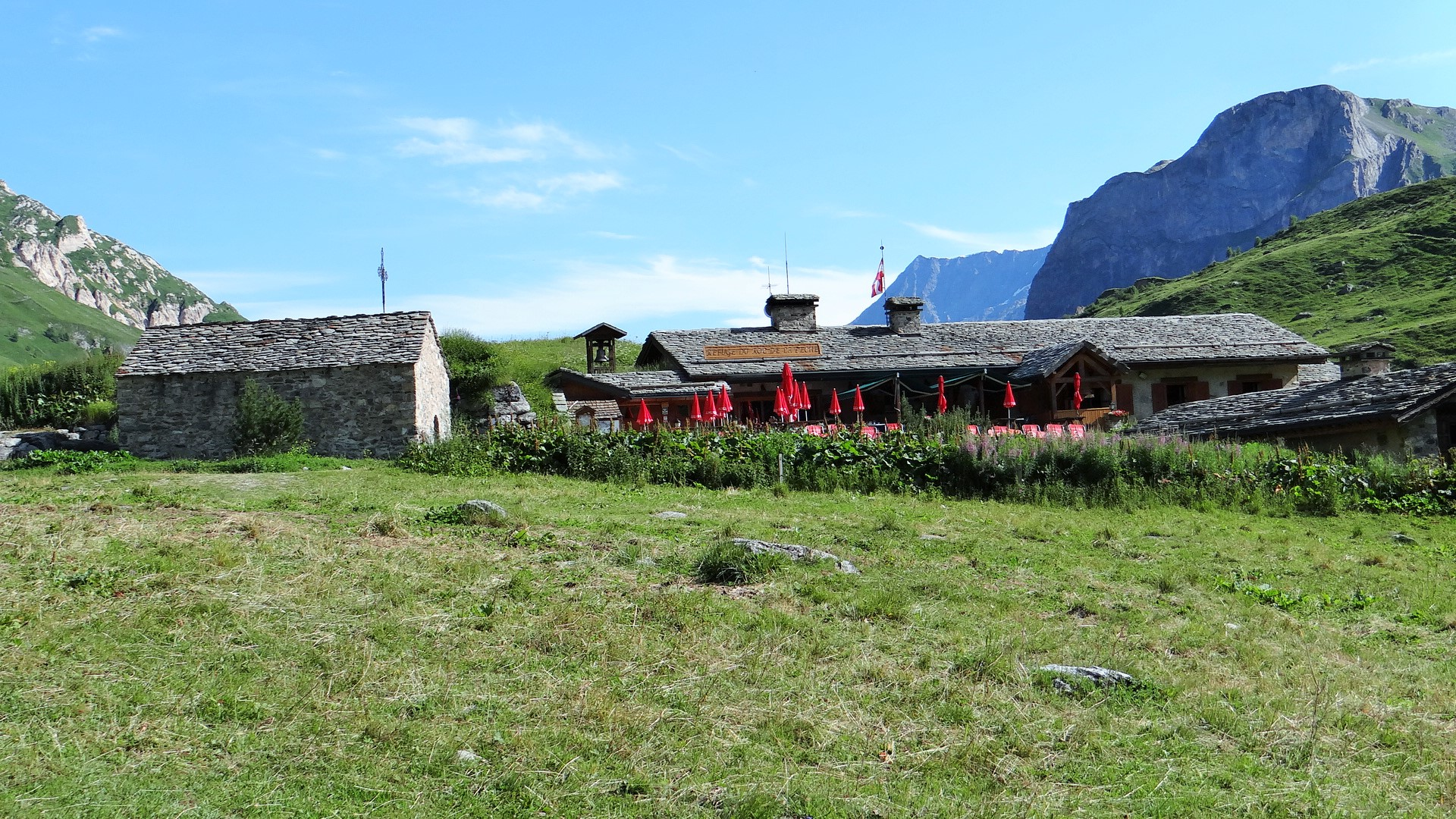
Refuge du Roc de la Pêche et chapelle
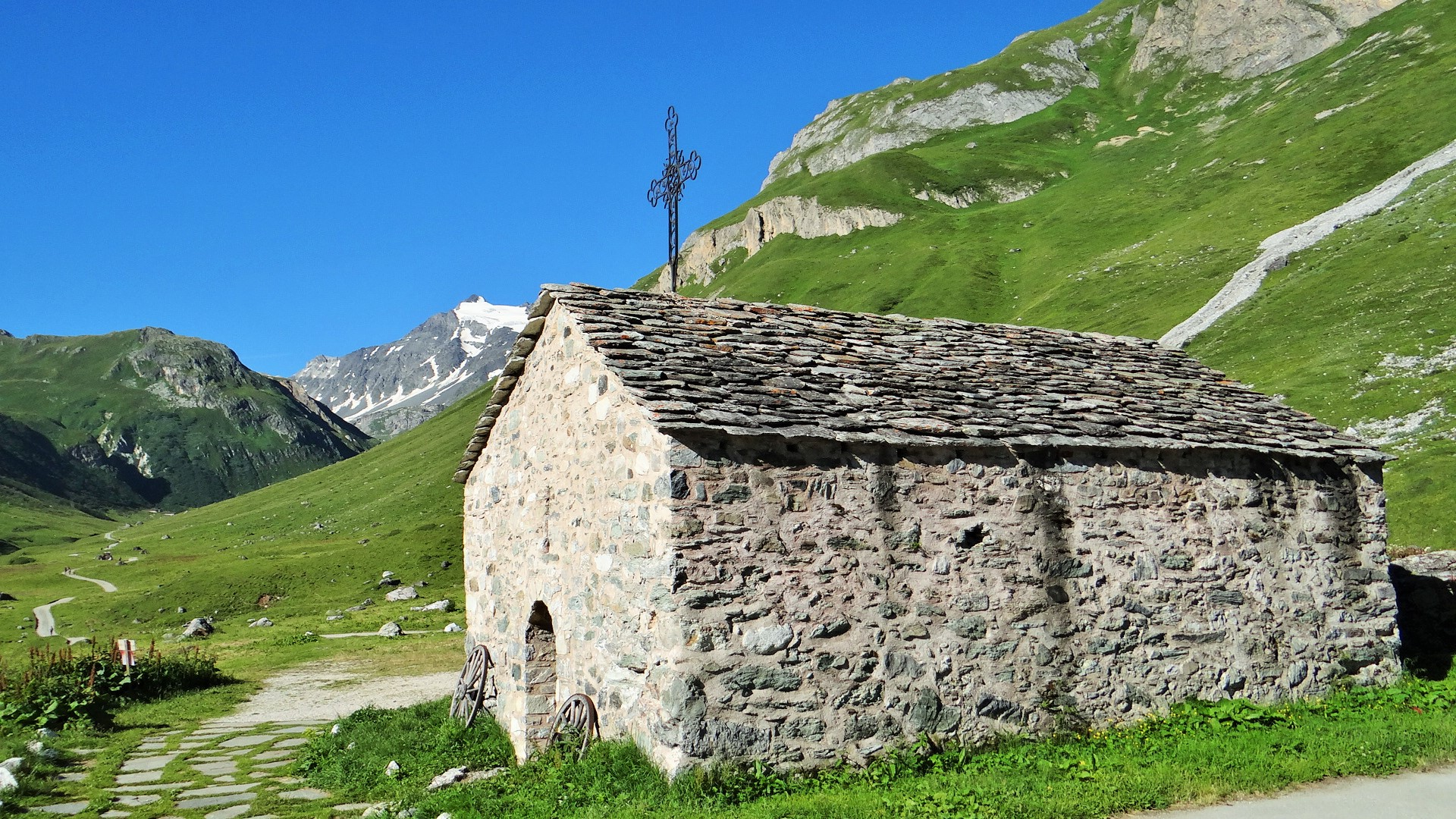
Chapelle du refuge du Roc de la Pêche
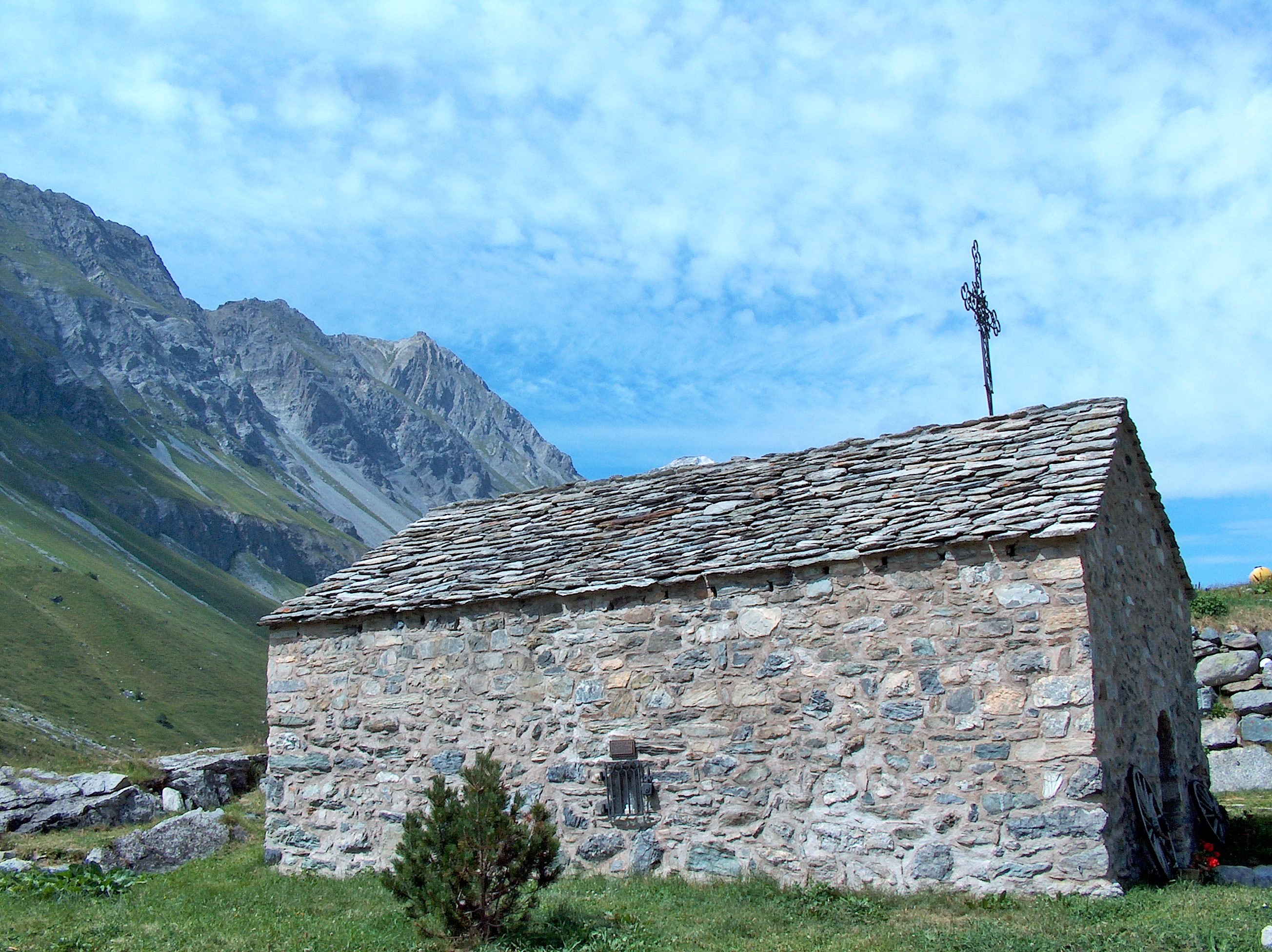
Chapelle du refuge du Roc de la Pêche
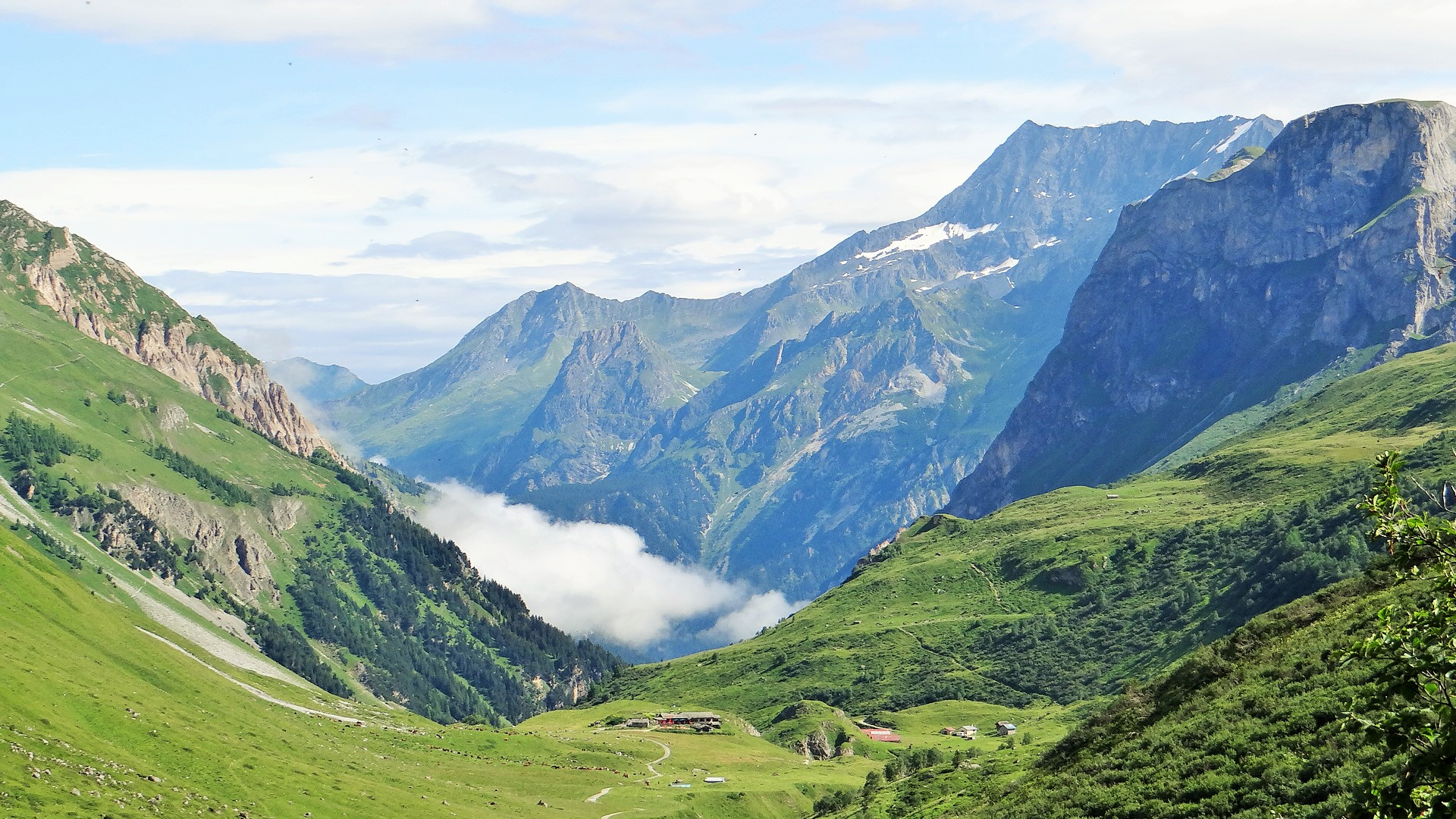
Refuge du Roc de la Pêche et en arrière-plan, Grand-Bec